# Koriyama
Koriyama (Japans: 郡山市, Kōriyama-shi) is een stad in de prefectuur Fukushima op het eiland Honshu, Japan. Deze stad heeft een oppervlakte van 757,06 km² en telt begin 2018 334,344 inwoners.

## Geschiedenis
Koriyama was van origine een klein dorp aan een grote weg vanuit Edo (het huidige Tokio) naar het noorden. De regio was ongeschikt voor landbouw vanwege de slechte watervoorziening. In de Meijiperiode (vanaf 1868) werd een groot irrigatie-project ondernomen door middel van een kanaal vanuit het nabij gelegen Inawashiro-meer. Voor de aanleg van dit kanaal werd het advies ingewonnen van Nederlandse wateringenieur Cornelis van Doorn. Het succes van het kanaal leidde tot de grootschalige ontwikkeling van de stad, dankzij de landbouw en industrie die op gang kan dankzij de waterkrachtscentrales aan het kanaal.
Uit dankbaarheid voor de verdiensten van Van Doorn werd in 1979 zijn grafsteen op de Nieuwe Oosterbegraafplaats in Amsterdam gerenoveerd op kosten van gemeente Koriyama, inclusief 100 jaar onderhoud. In 1988 werd ter nagedachtenis hieraan een zusterstadsverband beklonken tussen Koriyama en Brummen, de geboorteplaats van Van Doorn.
Koriyama werd een stad (shi) op 1 september 1924 na samenvoeging van de gemeente Kitikata (喜多方町, Kitakata-machi) met zeven dorpen. In 1965 groeide de stad door samenvoeging met omliggende gemeentes en dorpen. Op 1 april 1997 werd Koriyama een kernstad.

## Economie
Koriyama is de "handelshoofdstad van prefectuur Fukushima". Belangrijke industrietakken in Koriyama zijn de zijdespinnerij, textielindustrie, machinebouw en chemie.

## Verkeer
Koriyama ligt aan de Tohoku-shinkansen, de Tohoku-hoofdlijn, de Suigun-lijn en aan de westelijke- en oostelijke Ban-Etsu-lijn van de East Japan Railway Company. Koriyama ligt ook aan de Tohoku-autosnelweg, de Banetsu-autosnelweg en aan de autowegen 4, 49, 288 en 294, en op korte afstand van Fukushima Airport.

## Geboren in Koriyama
- Takeshi Honda (本田 武史, Honda Takeshi) (1981), kunstschaatser
- Joji Yuasa (湯浅 譲二, Yuasa Jōji) (1929-2024), componist
- Haruko Sagara (相楽晴子, Sagara Haruko) (1968), zangeres en actrice

## Aangrenzende steden
- Aizu-Wakamatsu
- Sukagawa
- Tamura
- Nihonmatsu
- Motomiya
- Inawashiro

## Stedenbanden
- Brummen (Nederland), sinds 25 juni 1988

## Galerij

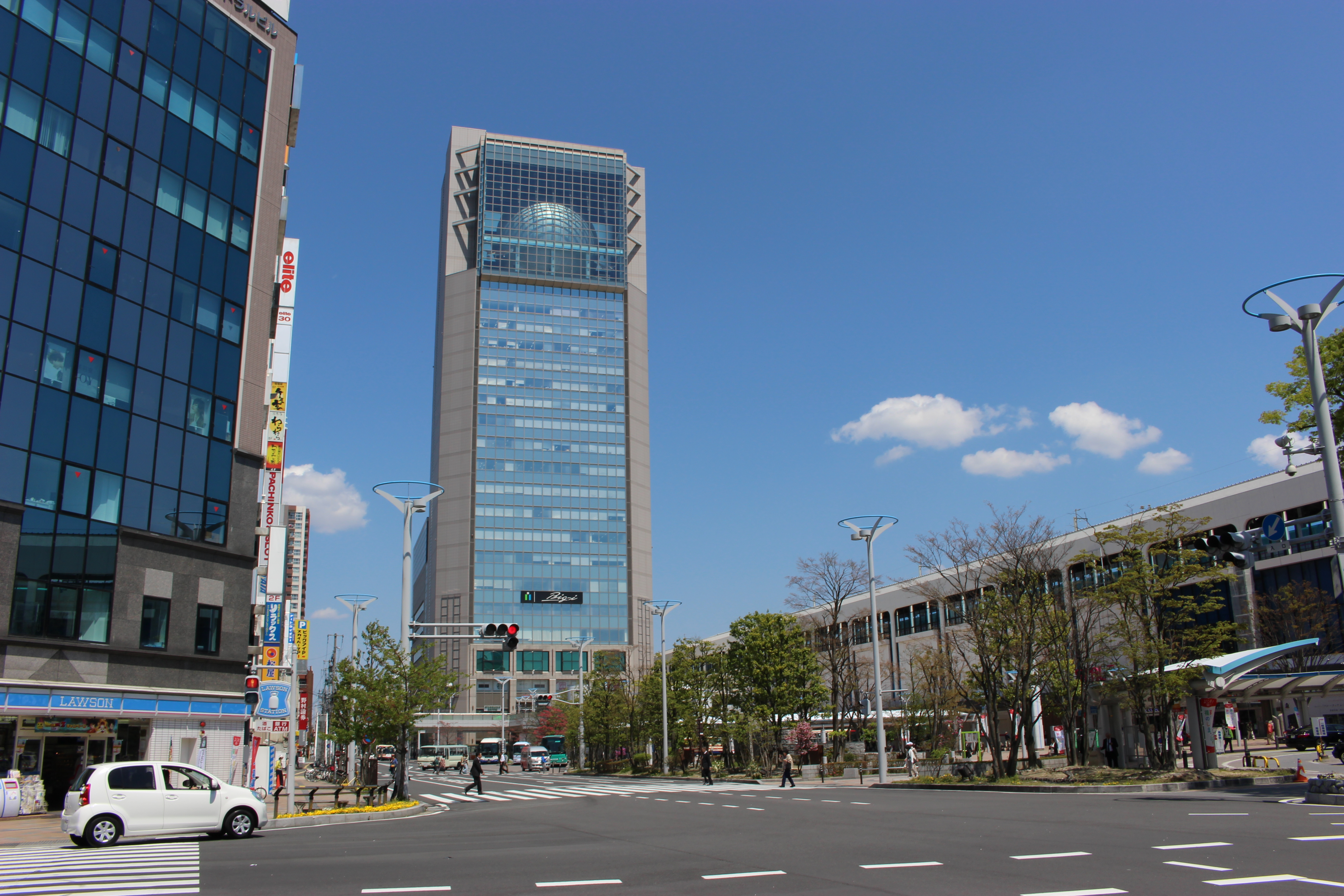
Koriyama Big-i, hoogste gebouw
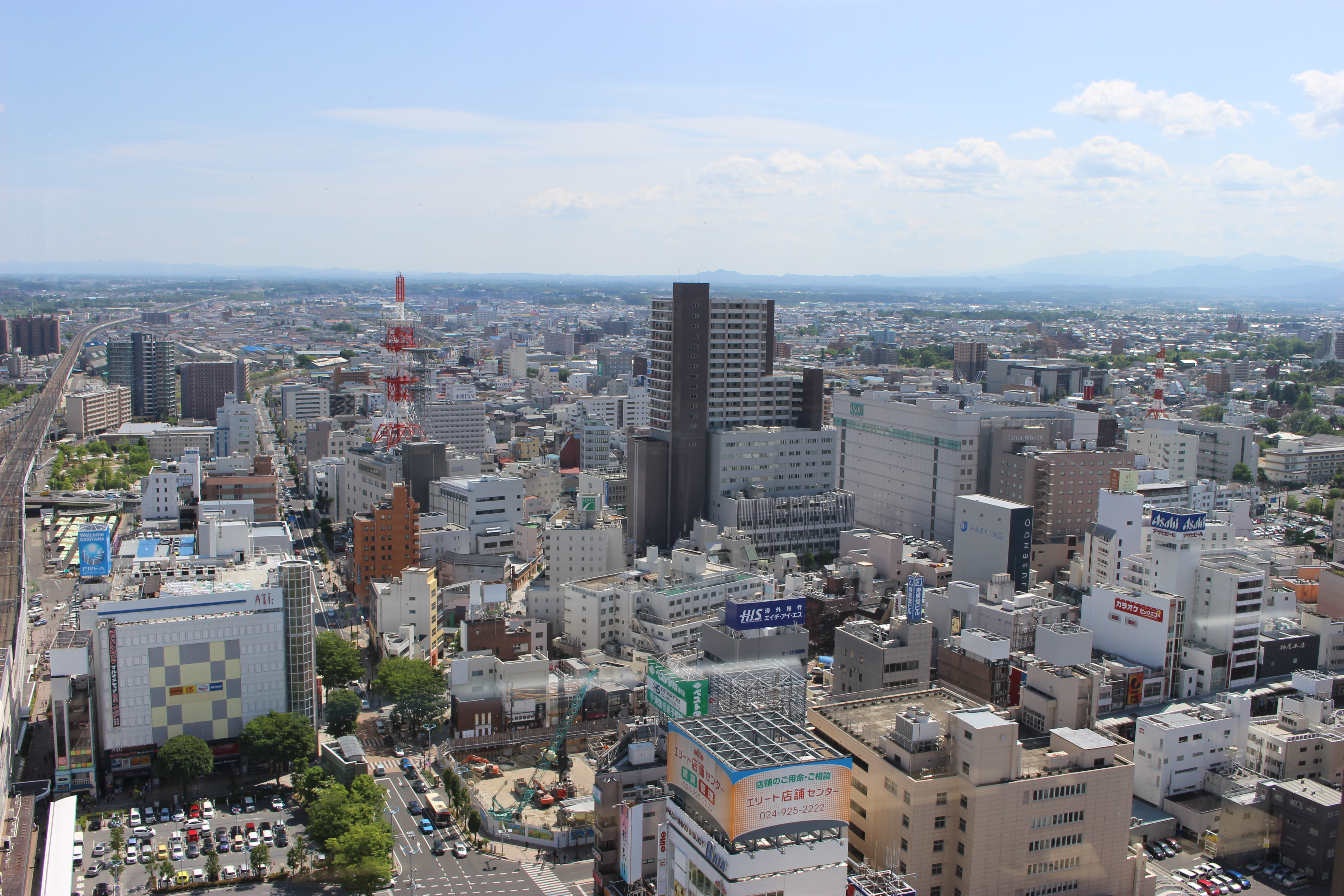
Uitzicht op binnenstad
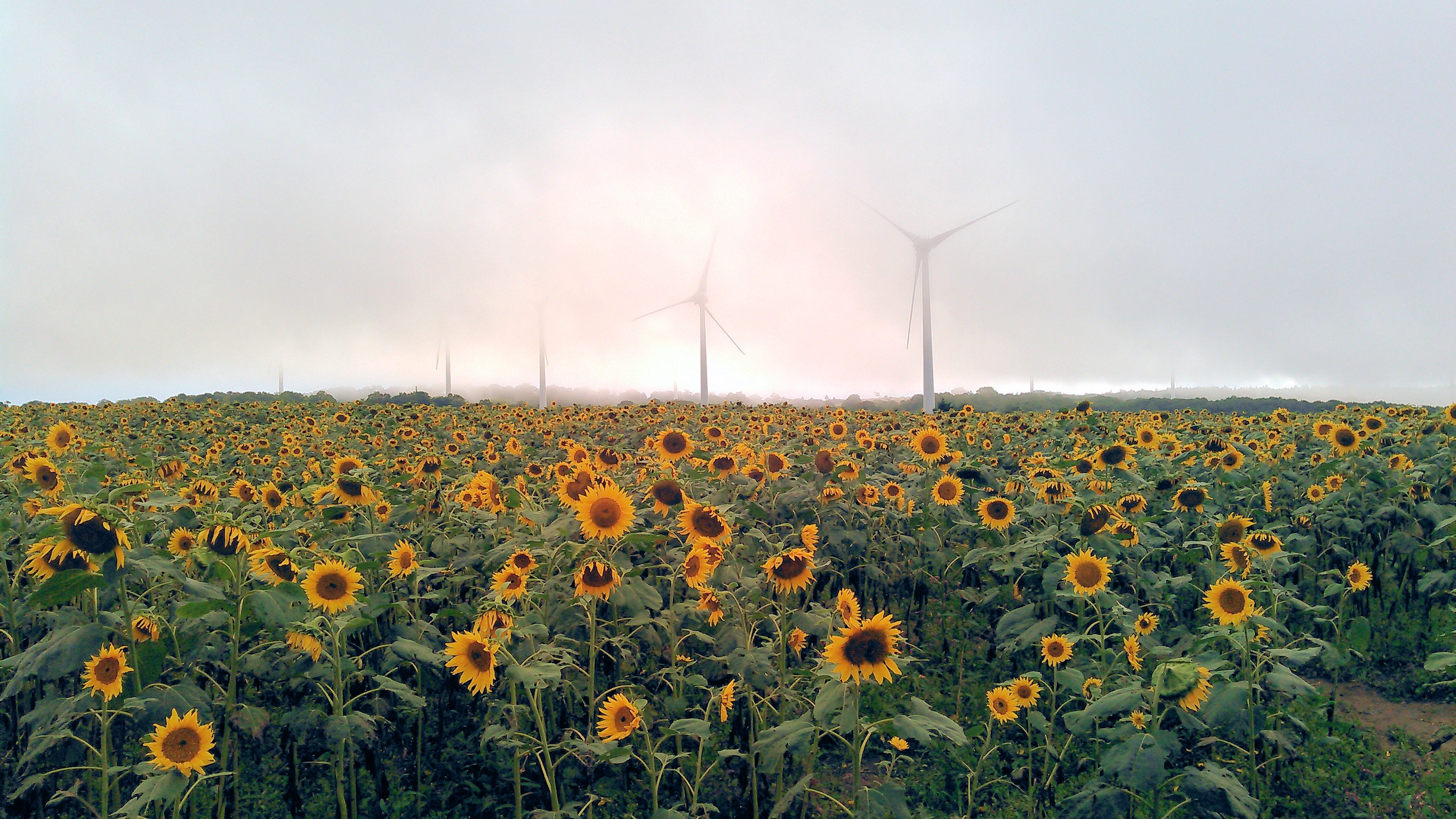
Windpark in het Nunobiki Hoogland
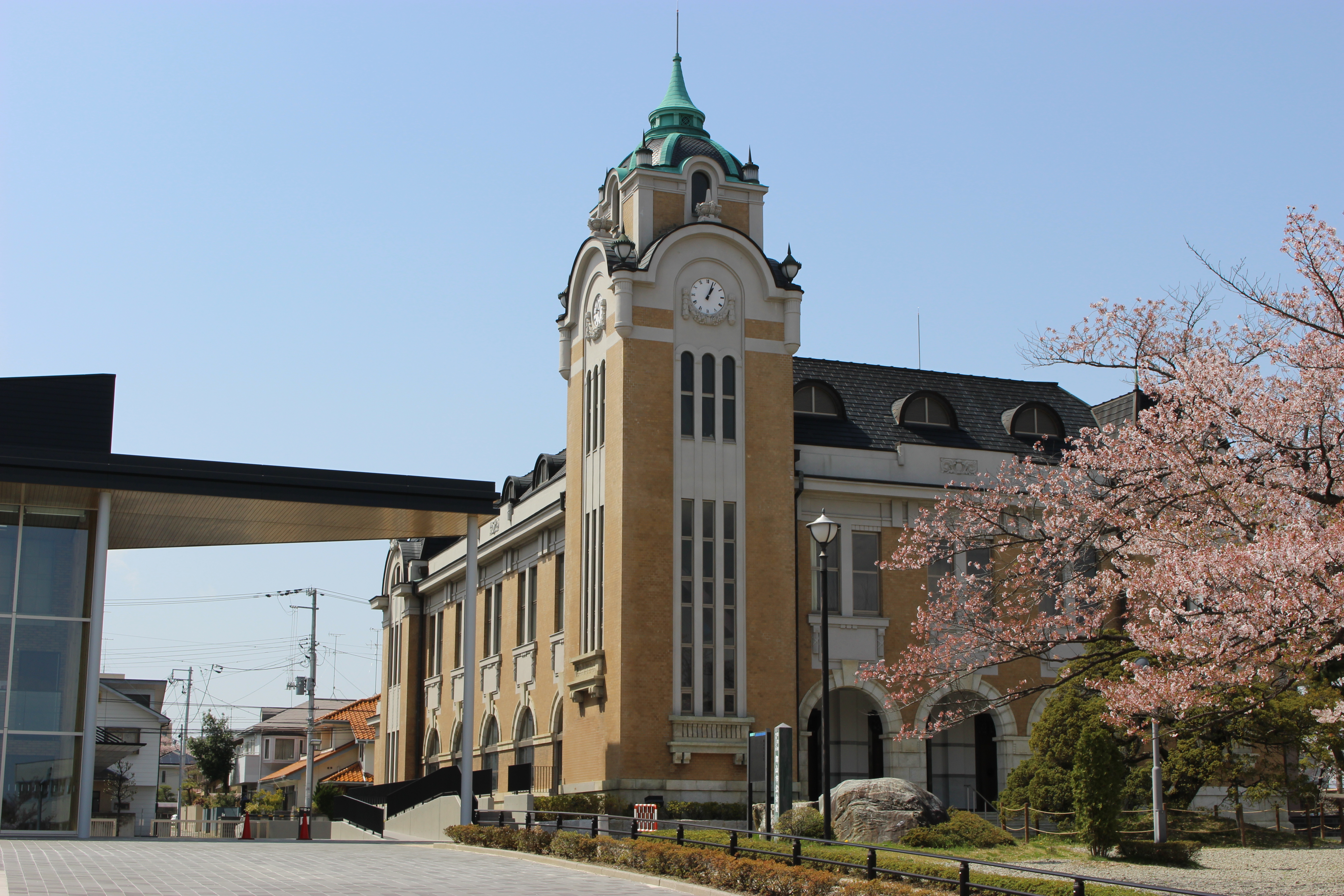
Koriyama Public Hall (Koriyama Kokaido), gebaseerd op het Vredespaleis
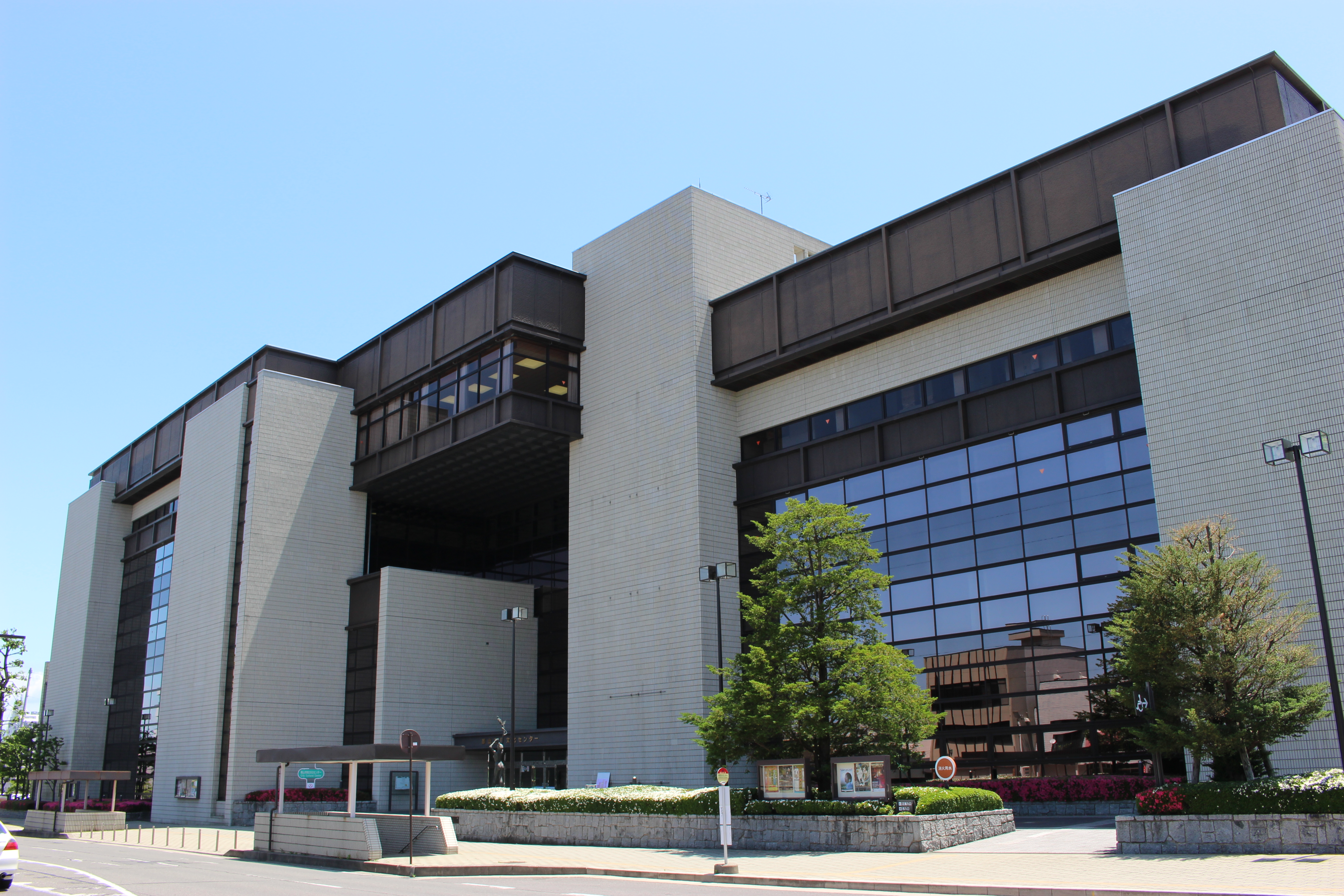
Koriyama City Cultural Center
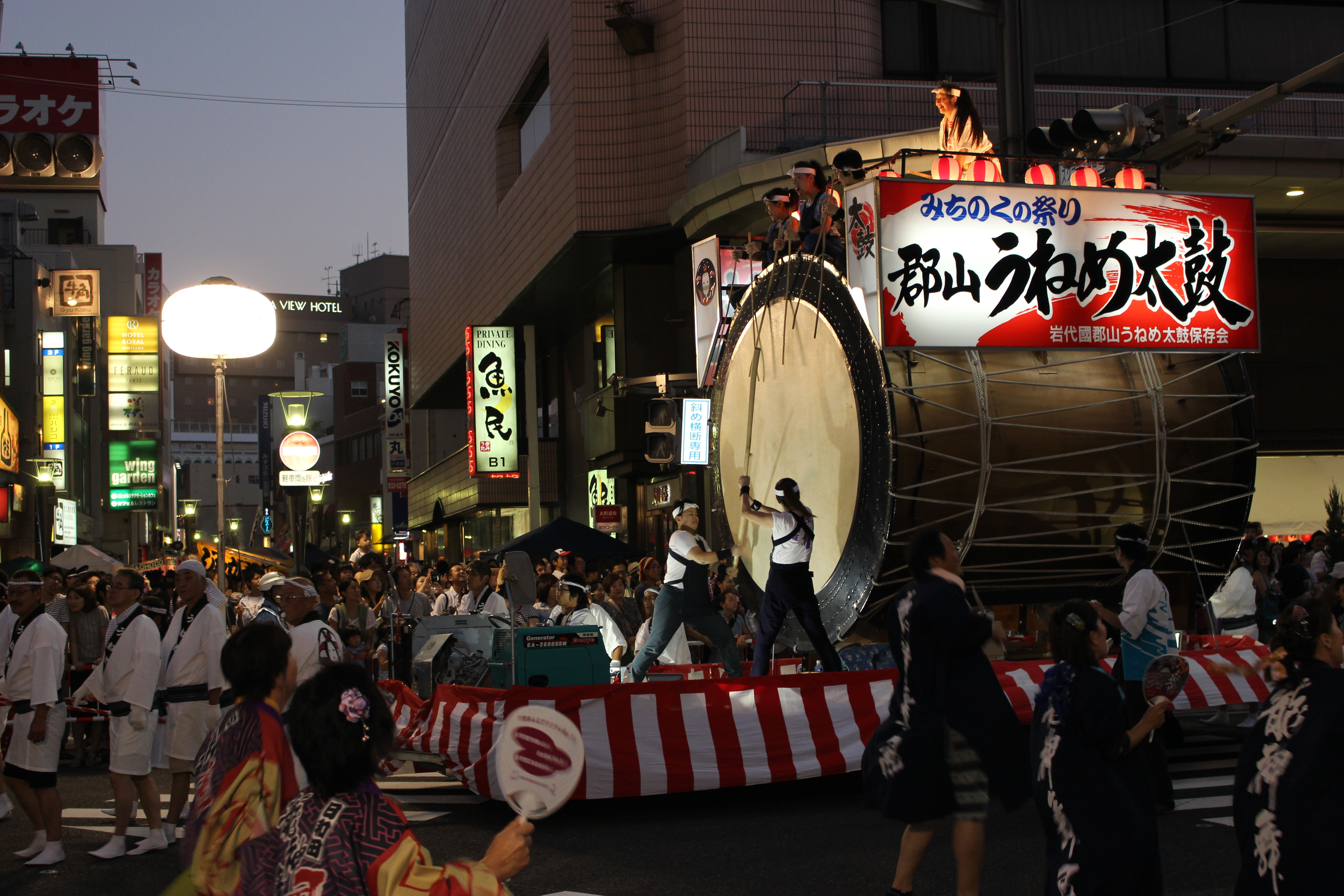
Uneme Festival